# Tengen, Đức
Tengen là một thị trấn thuộc huyện Konstanz, bang Baden-Württemberg, Đức. Nơi đây nằm gần biên giới với Thụy Sĩ, cách Schaffhausen 14 kilômét (9 dặm) về phía bắc.